# Память Азова (крейсер)
«Па́мять Азо́ва» — броненосный (полуброненосный) фрегат (с 01.02.1892 г. — «средний» броненосный крейсер 1 ранга) российского флота. Назван в честь парусного линейного корабля «Азов», отличившегося в сражении при Наварине. Георгиевский флаг, которым был награждён первый «Азов» за то сражение, перешёл к «Памяти Азова».

## История
Новый тип броненосного крейсера по образцу «Владимира Мономаха» был разработан в октябре 1885 года.
12 июля 1886 года на Балтийском заводе состоялась официальная закладка крейсера, 20 мая 1888 года он был спущен на воду. Постройкой корабля руководил Н. Е. Титов, наблюдал за постройкой П. Е. Андрущенко. 8 ноября 1889 года завершилась установка машин и котлов, 24 августа 1890 года крейсер вступил в строй и был приписан к гвардейскому флотскому экипажу.
В 1890—1891 годах совершил плавание на Дальний Восток, в ходе которого на борту крейсера совершал путешествие цесаревич Николай Александрович, будущий Николай II.
В 1891 году ювелиром Карлом Фаберже из гелиотропа было изготовлено яйцо, внутрь которого была помещена точная модель крейсера «Память Азова»; в настоящий момент данное яйцо экспонируется в Оружейной палате (зал 2, витрина 20).
В сентябре 1892 года «Память Азова» участвовал в Кадисе в торжествах по случаю 400-летия открытия Америки.
Корабль посетил Тулон в составе русской эскадры в октябре 1893 года в рамках франко-русского союза.
В конце ноября 1894 года обеспечил переход на Дальний Восток минных крейсеров «Всадник» и «Гайдамак».
В 1898 году крейсер посетил Порт-Артур и прошел ремонт во Владивостоке, где был облегчен его рангоут. Весной 1900 года «Память Азова» вернулся на Балтику.
Во время первой русской революции (20 июля 1906 года) вслед за Свеаборгским восстанием на корабле произошло выступление матросов против самодержавия, которое было подавлено. В ночь на 20 июля 1906 года мятежниками был убит капитан I-го ранга Александр Григорьевич Лозинский. После этих событий крейсер был переименован в «Двину».
С 1907 года корабль числился учебным. В годы первой мировой войны «Двина» служила плавбазой подводных лодок, причём на неё базировалась действовавшая на Балтийском море британская флотилия подводных лодок.
После Февральской революции кораблю вернули прежнее имя (31 марта 1917 года).
19 августа 1919 года при атаке английских торпедных катеров плавбаза получила два попадания торпедами и с сильным креном легла на грунт в гавани Кронштадта. При взрывах торпед был убит комиссар корабля. 
В декабре 1923 года корабль был поднят и разобран на металл.

## Командиры
- 1 (13) января 1887 - 1 (13) января 1889 - капитан 1-го ранга Ломен, Николай Николаевич
- с 27 мая (8 июня) 1891 — хх.хх.1892 — капитан 1-го ранга Бауер, Сальвадор Фёдорович
- 16.05.1892 — 01.01.1896 — капитан 1-го ранга Чухнин, Григорий Павлович
- 1 (13) января 1896 — хх.хх.1898 — капитан 1-го ранга Вирениус, Андрей Андреевич
- 29.06.1898 — 06.12.1901 — капитан 1-го ранга фон Нидермиллер, Александр Георгиевич
- 6 (19) декабря 1901 - 25 апреля (8 мая) 1905[6] - капитан 1-го ранга Сильман, Фёдор Фёдорович
- 25.04.1905 — 27.06.1905 — командующий капитан 2-го ранга Барщ, Витольд Людвигович
- 27.06.1905 — 20.07.1906 — капитан 1-го ранга Лозинский, Александр Григорьевич
- 01.05.1917 — 21.03.1918  — капитан 2 ранга Губонин, Пётр Николаевич

## Изображения

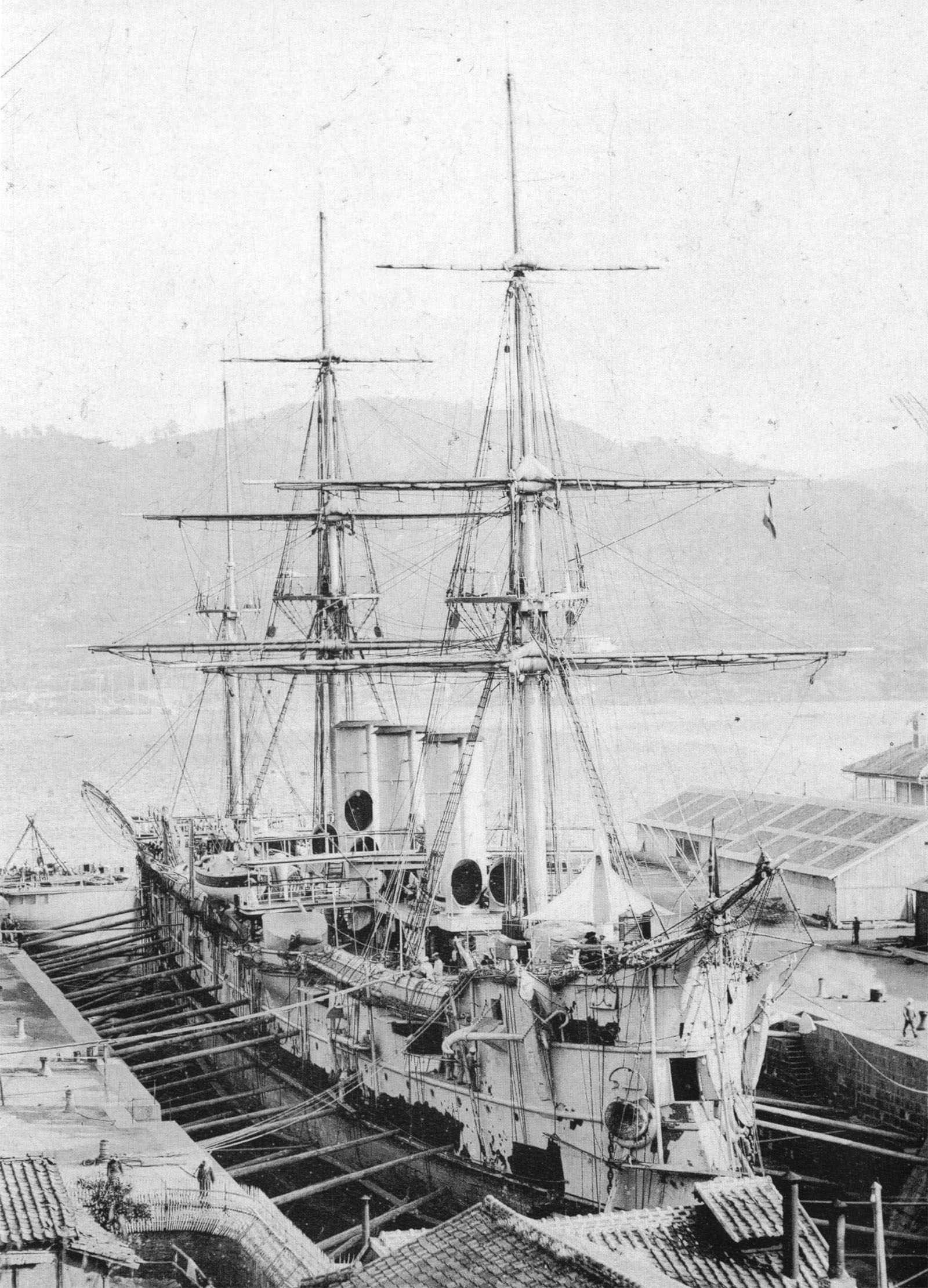
В доке Нагасаки. 1891 г.
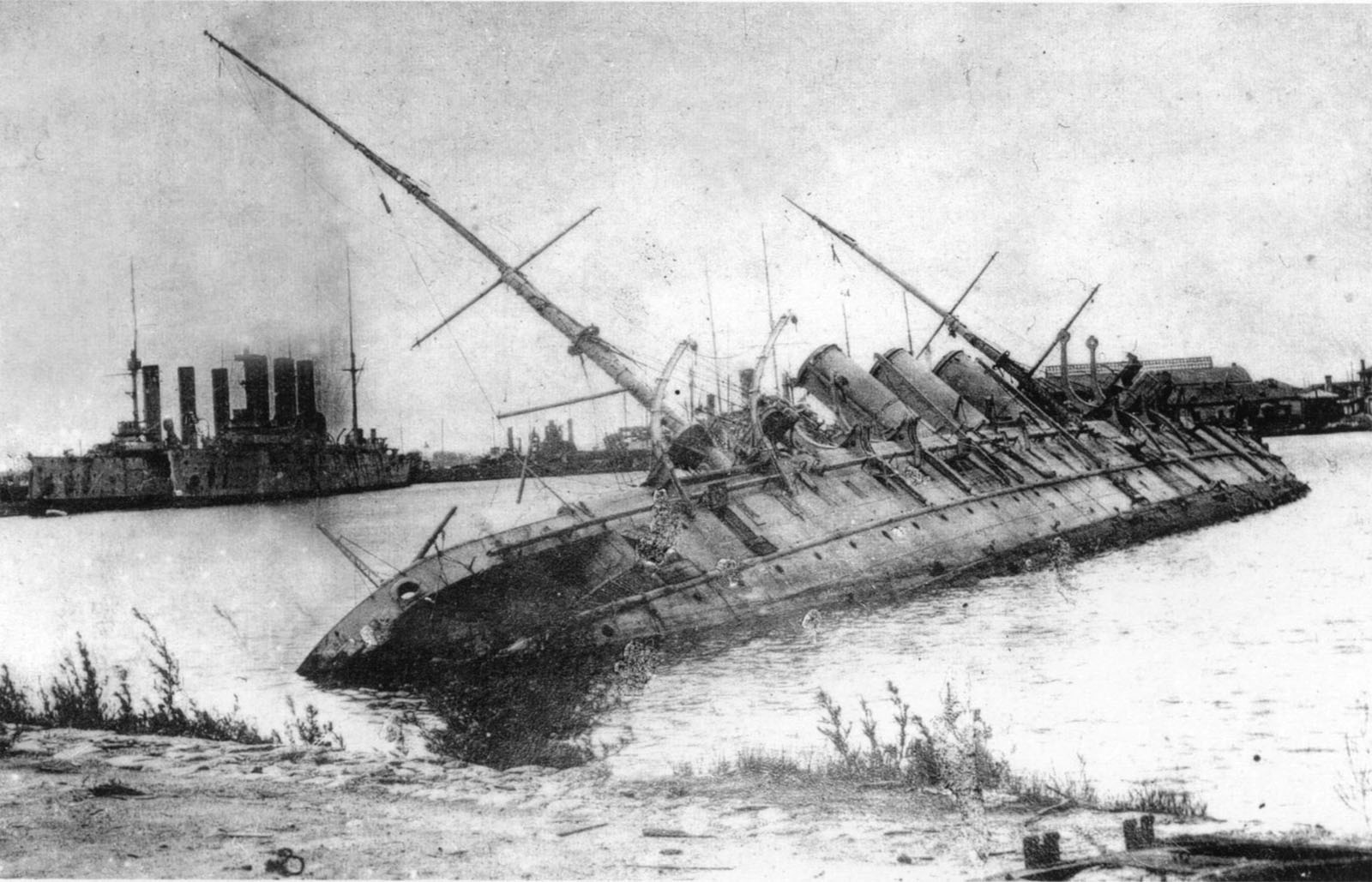
Затопленный учебный корабль «Память Азова» в Средней гавани Кронштадта, 1919—1921 годы.
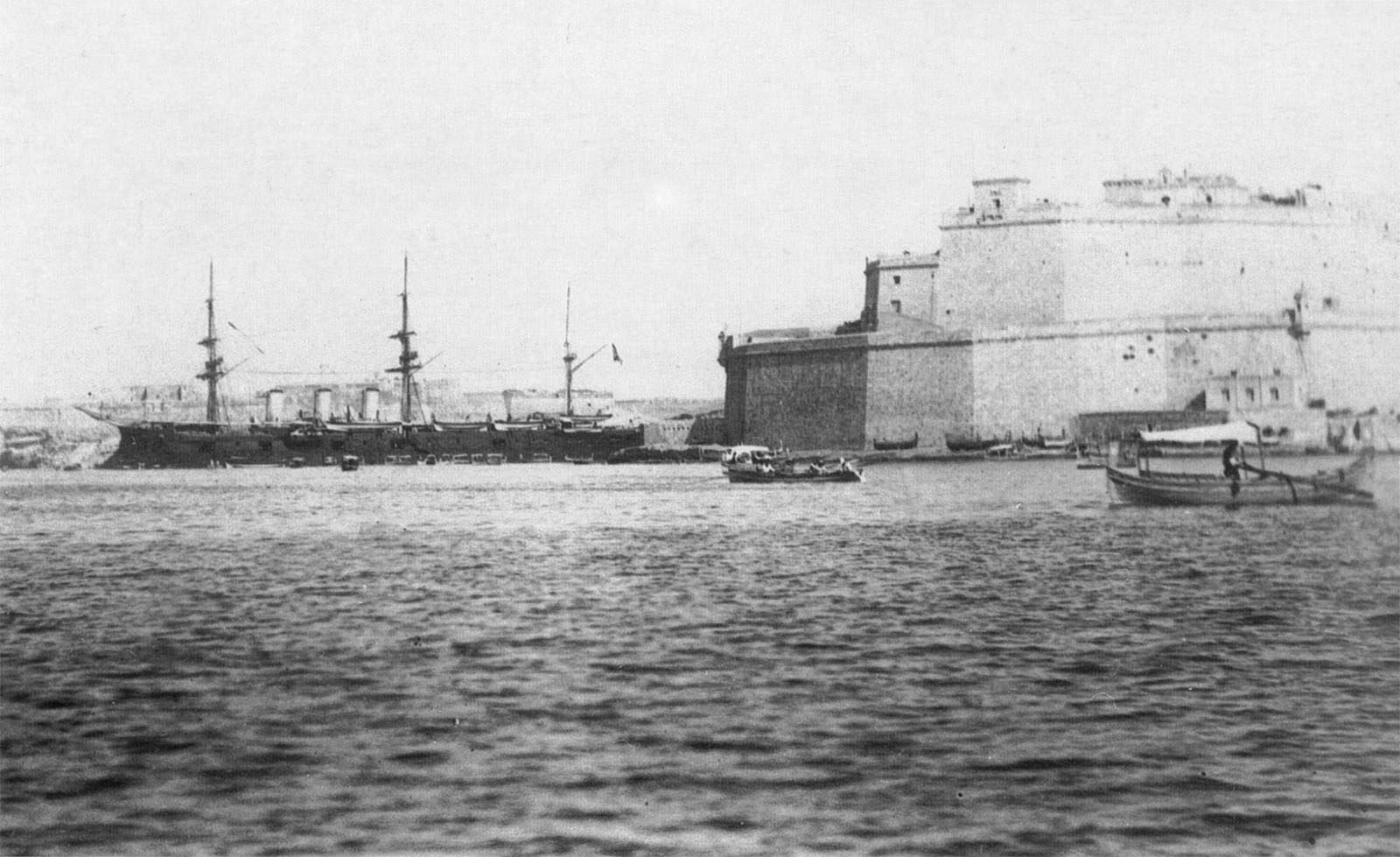
В гавани Валетты, Мальта.
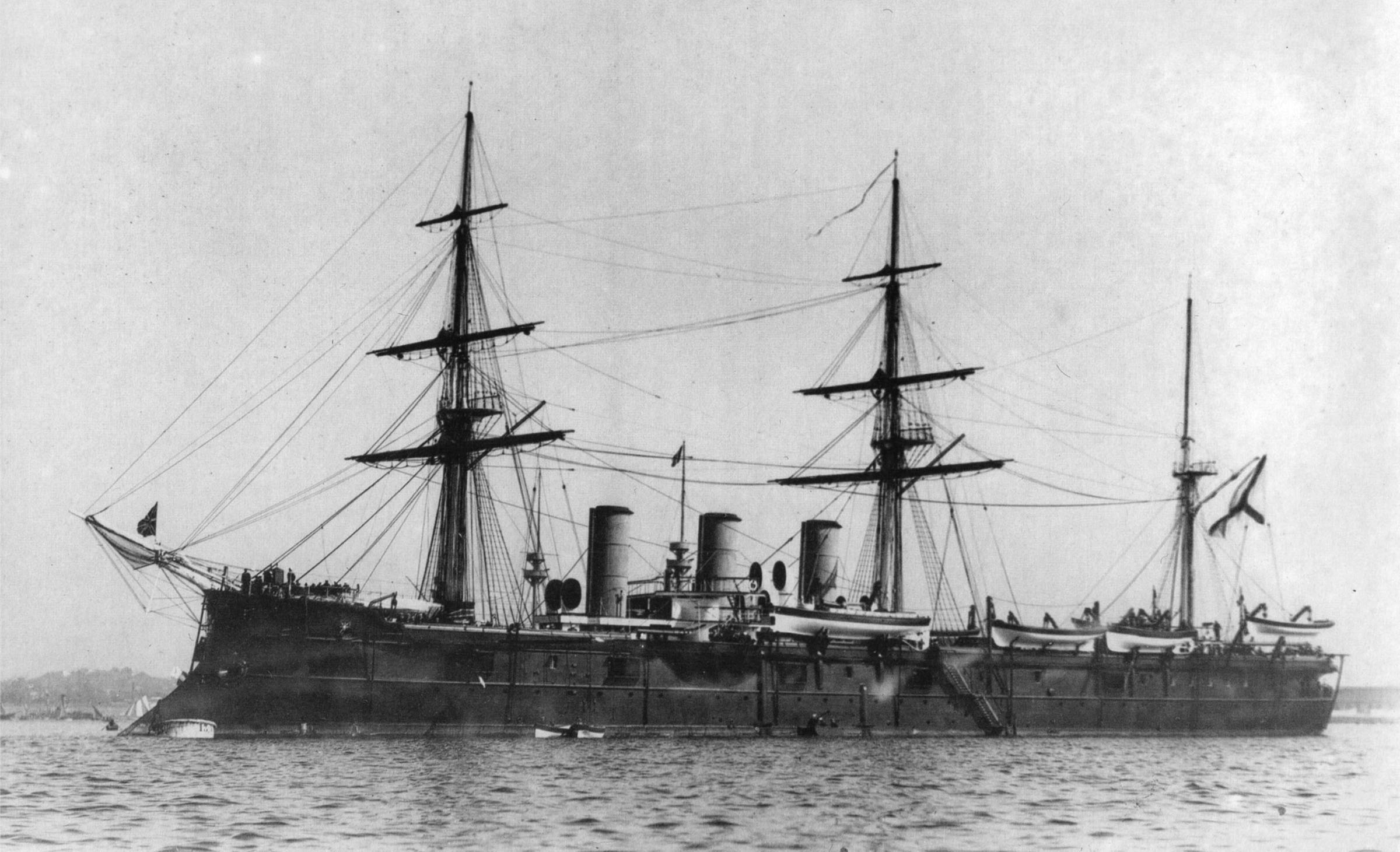
1886—1909 годы.
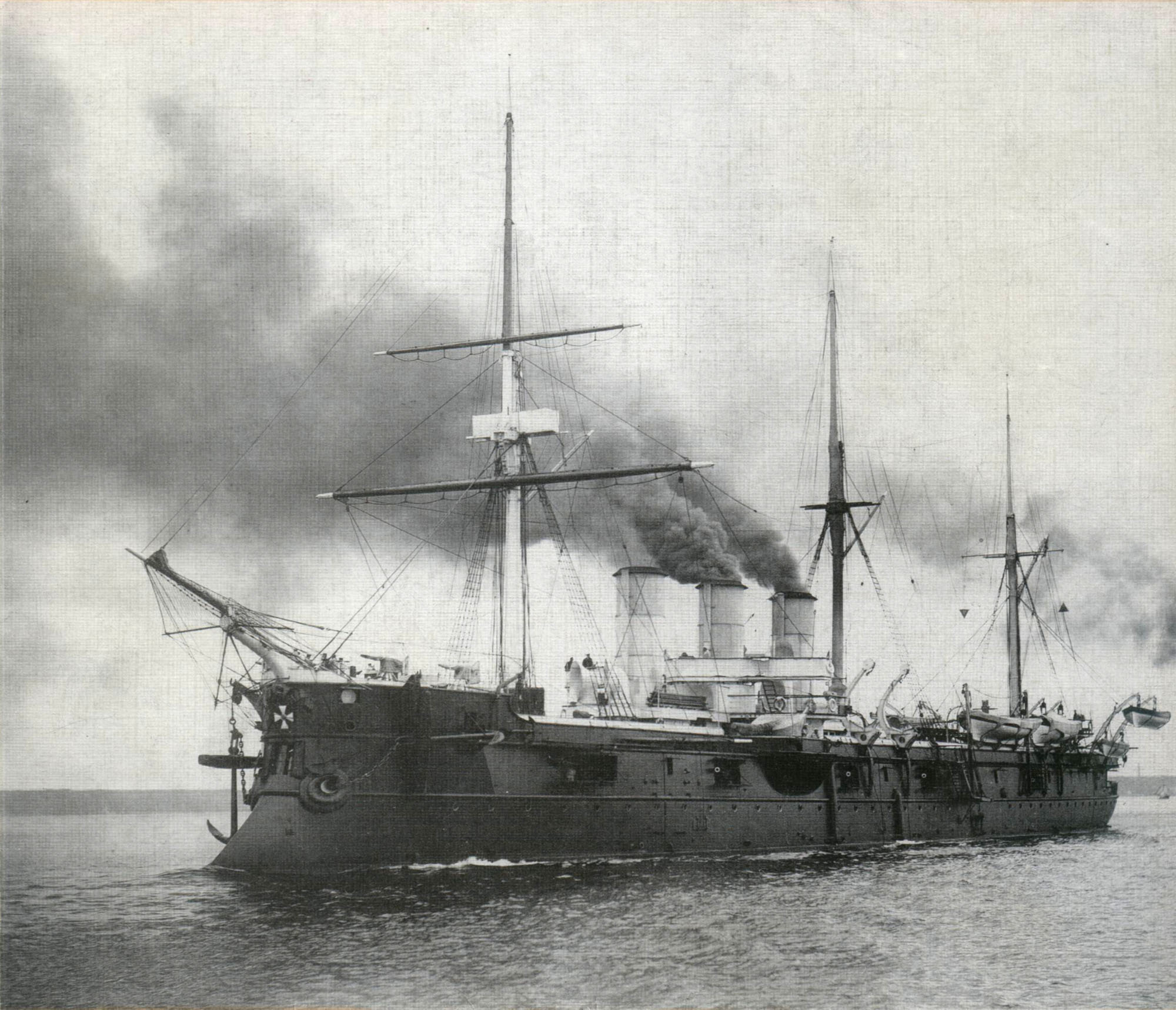
В Учебно-Артиллерийском отряде, 1902 год.
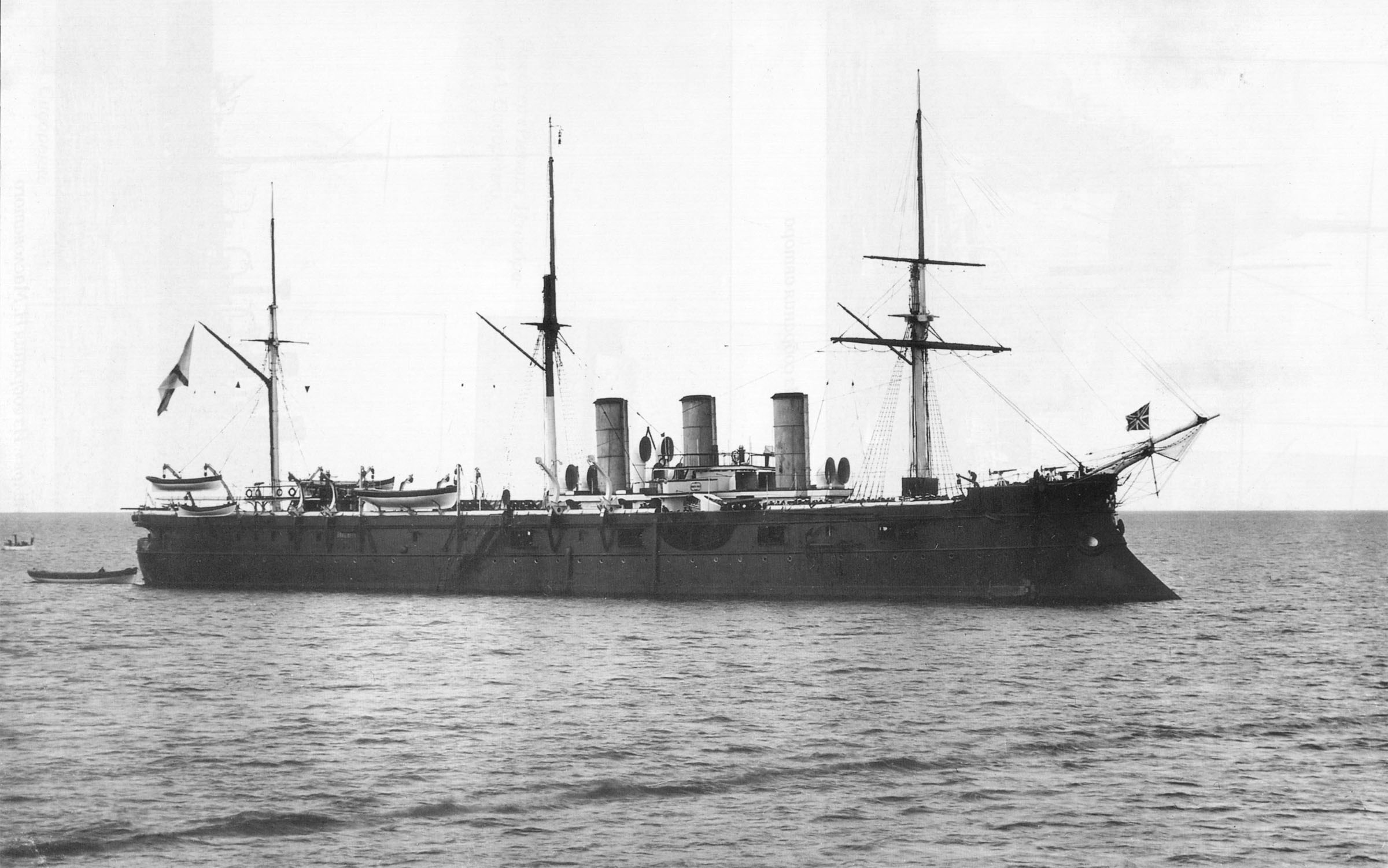
В Учебно-Артиллерийском отряде, 1902 год.
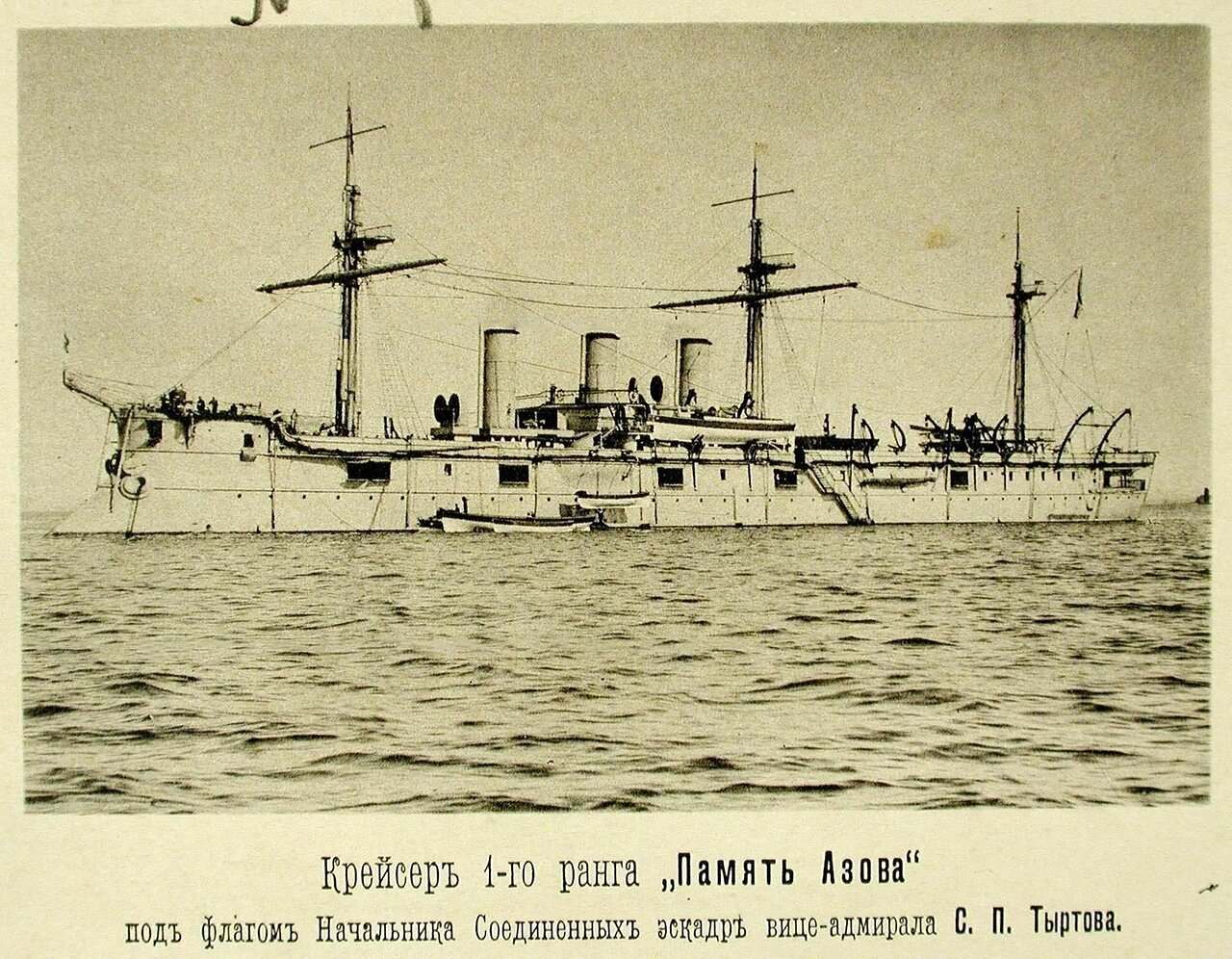
Крейсер I-го ранга «Память Азова» у Чифу. Апрель 1895 г.
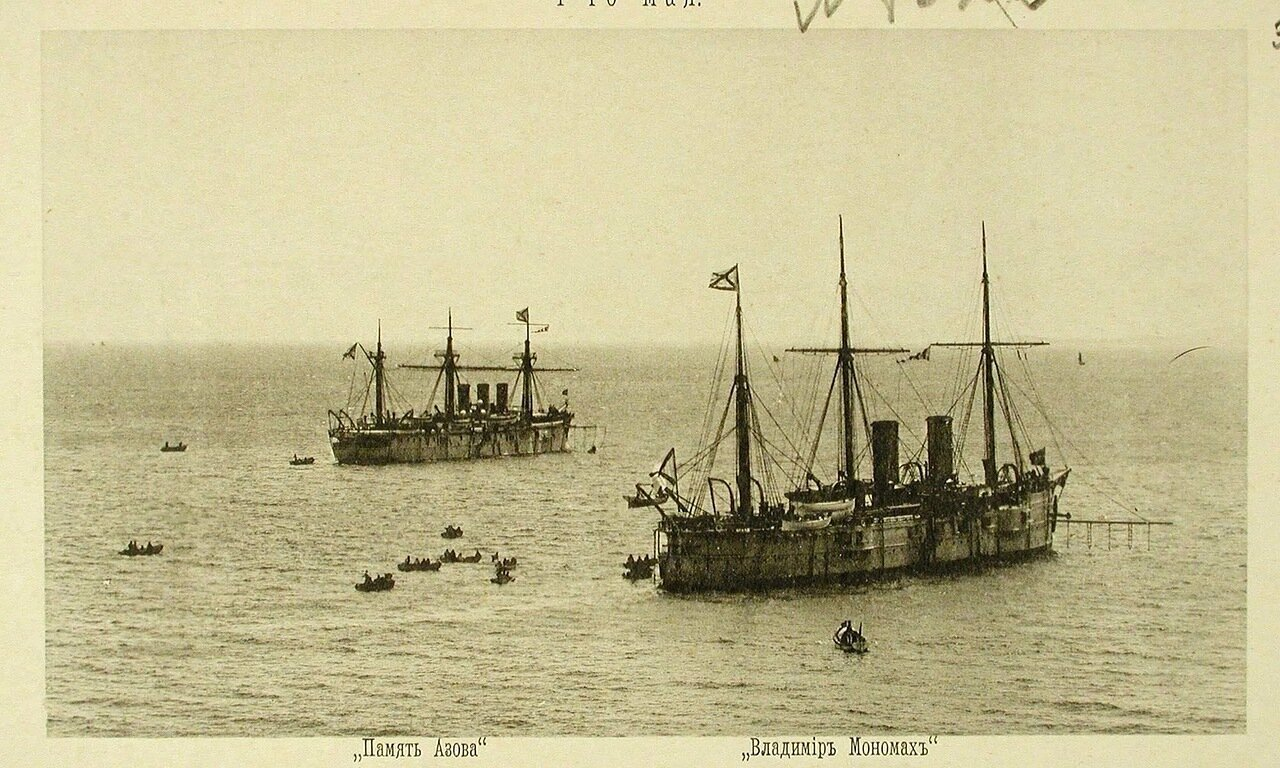
Крейсера «Память Азова» и «Владимир Мономах» у Чифу, 1895 г.
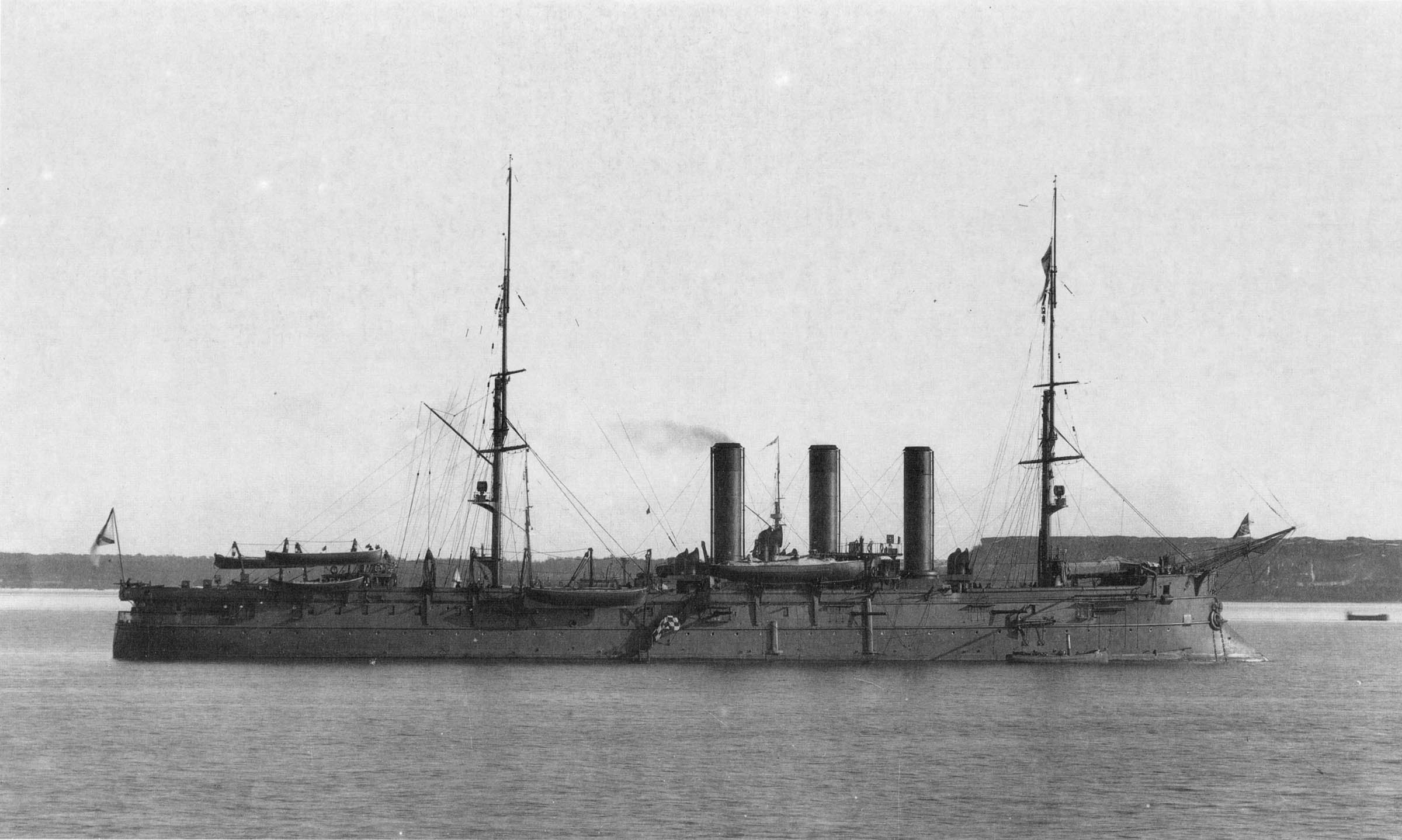
Учебное судно «Двина», после 1906 года.
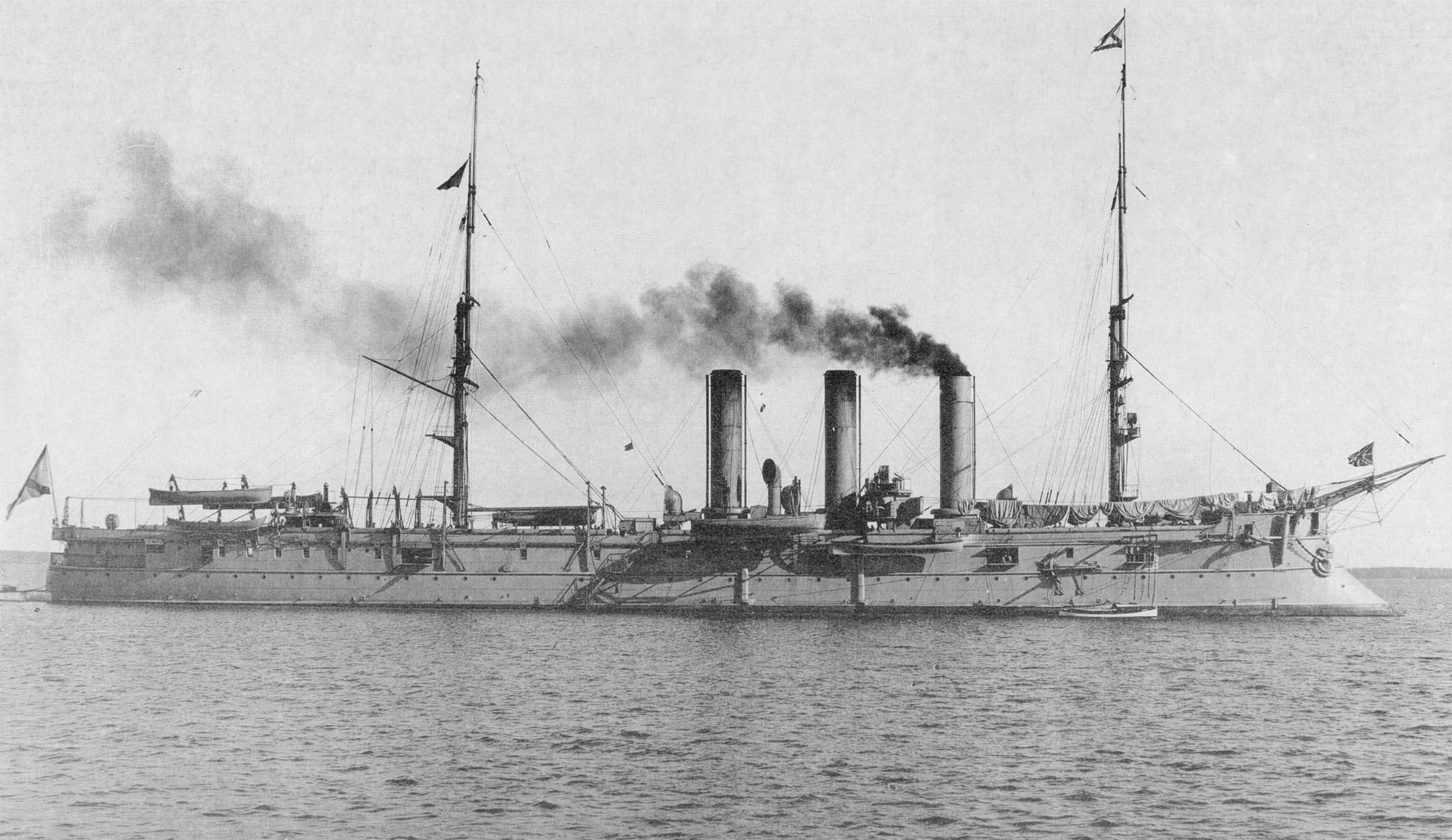
Учебное судно «Двина» на Ревельском рейде, 1910-е годы.